# Who Said (Stuck in the UK)
Who Said (Stuck in the UK) è una canzone scritta da Alex Neri, Dan Black e Marco Baroni e registrata dal gruppo italo-britannico Planet Funk. La parte vocale del brano è cantata da Dan Black. Il brano è stato pubblicato come quarto singolo estratto dall'album Non Zero Sumness. La canzone è stata inserita nella compilation del Festivalbar 2002. Il brano contiene un campione di Military Drums di Hubert Kah (1987). 

## Il video
Diretto dal regista italiano Luca Guadagnino, il video di Who Said (Stuck in the UK) è girato in bianco e nero e mostra i Planet Funk durante una loro tournée.

## Tracce
CD Promo
1. Who Said (UK Radio Edit)

CD Single
1. Who Said (Stuck In The UK) (Radio Edit) - 3:06
2. Who Said (Stuck In The UK) (Moguai Remix) - 7:31

CD Maxi
1. Who Said (Stuck In The UK) (Radio Edit) - 3:06
2. Who Said (Stuck In The UK) (Planet Funk Club Mix) - 8:57
3. Who Said (Stuck In The UK) (Moguai Remix) - 7:31
4. Who Said (Stuck In The UK) (video)

## Classifiche
| Classifica (2002) | Posizione raggiunta |
| ----------------- | ------------------- |
| Australia         | 17                  |
| Regno Unito       | 36                  |